# Mercedes D.III
Mercedes D.III — авіаційний поршневий шестициліндровий рядний двигун, рідинного охолодження, що вироблявся у 1914—1918 роках на німецьких заводах Даймлера. Його базова версія розвивала потужність 118 кВт (160 к.с.) при 1400 об/хв, а робочий об'єм становив 14,8 дм³. То був наймасовіший німецький двигун у виробництві під час Першої світової війни (12 000 штук), через він став найпоширенішим силовим агрегатом німецьких військово-повітряних сил того часу. Встановлювався на винищувачах Albatros D.III, Fokker D.VII та Pfalz D.III, літаках-розвідниках Albatros C.III, LFG Roland C.II i AEG C.IV, двомісних багатоцільових апаратах класу CL — Halberstadt CL.II (двомісний багатоцільовий винищувач супроводу) i CL.IV, гідропланах Albatros W.4 й Hansa-Brandenburg W.12 а також бомбардувальниках класу R (літера від нім. Riesenflugzeug).

## Історична довідка
Двигун Mercedes D.III (заводська марка F1466) походить від конструкції двигуна-попередника компанії Daimler — моделі Mercedes D.II (літера «D» у марці двигуна означає фірму «Daimler»). У первинному варіанті був уведений в експлуатацію у 1914 році; розвивав потужність 118 кВт (160 к.с.). Покращена версія D.IIIa, що вироблялась від червня 1917 року, видавала потужність 170—180 к. с., що забезпечувалось зміною профілю дна поршня з увігнутого до плоского (і зростання ступеня стиску, відповідно), застосуванням нового карбюратора та модернізацією картера двигуна. Під кінець 1917 року у виробництво пішла наступна модель силової установки, що отримала позначення D.IIIaü (від нім. über, що означало «підвищене стиснення»; то було заводське маркування, а офіційно двигун позначався як D.III 180/200). Було внесено такі конструктивні зміни: зроблена чергова зміна профілю днища поршня, цього разу на опуклу; покращена система подачі пального шляхом поглиблення карбюратора і встановлення системи підігріву повітрозабірника і самого карбюратора з використанням охолодної рідини системи охолодження. Нововведення не лише привели до зростання максимальної потужності агрегату до 200 к. с. на рівні моря, але також зменшили падіння потужності двигуна при польоті на великих висотах (потужність не спадала нижче від 180 к. с.).
Остання версія двигуна з позначкою D.IIIavü (офіційно — D.IIIav) була запущена у виробництво уже під кінець війни, в жовтні 1918 року. Вирізнялась вона застосуванням довших поршнів, виготовлених з алюмінію (замість чавуну у моделей-попередників), що дало зростання частоти обертання до 1600 об./хв. і максимальної потужності до 217 к. с. на висоті 0. На покращення віддачі двигуна мало також вплив додавання бензолу до авіаційного бензину, що підвищувало його октанове число.
У цілому вироблено було близько 12 000 екземплярів усіх версій .
| Варіант  | Рік створення | Потужність                          |
| -------- | ------------- | ----------------------------------- |
| D.III    | 1914          | 118 кВт (160 к. с.) при 1400 об./хв |
| D.IIIa   | 1917          | 128 кВт (174 к. с.) при 1400 об./хв |
| D.IIIaü  | 1917          | 147 кВт (200 к. с.) при 1400 об./хв |
| D.IIIavü | 1918          | 160 кВт (217 к. с.) при 1600 об./хв |

## Опис конструкції

Двигун Mercedes D.IIIa, що експонується у Музеї польської авіації в Кракові

Mercedes D.III є шестициліндровим рядним поршневим авіаційним двигуном внутрішнього згоряння з водяним охолодженням. Робочий об'єм двигуна становить 14,8 дм³, діаметр циліндра 140 мм, а хід поршя — 160 мм. Двигун мав довжину 1650 мм, ширину 490 мм і висоту 1070 мм; суха маса — 310 кг. Двигун мав верхнє розташування клапанів (SOHC) з коромислами без використання штовхачів клапанів.
Шість окремо виготовлених зі сталі циліндрів встановлювались вертикально на алюмінієвому картері, що виконувала функції оливного піддона. Циліндри складались з двох шарів: внутрішнього і тоншого зовнішнього, між якими був простір для охолоджувальної рідини. Корпуси поршнів перших трьох версій двигуна виготовлялись методом литва з чавуну (лише версія D.IIIavü мала алюмінієві поршні), а їхні днища були сталевими. Паливна система базувалась на карбюраторі з двома всмоктувальними горловинами та двома поплавковими камерами, впускному колекторі і паливному баку. Система охолодження складалась з радіатора, водяної помпи, водяних сорочок у кожного циліндра та сполучних трубопроводів. У головці блока циліндрів розташовувався один розподільний вал, що приводився у рух від колінчастого вала через вертикально розташований валик у задній частині двигуна. Розподільний вал крім керування клапанами (по два на циліндр) приводив у рух помпи повітря і води, а оливна помпа урухомлювалась від колінчастого валу.
Система запалювання використовувала два магнето ZH6 від «Bosch», а у кожному циліндрі встановлено по дві свічки запалювання. Послідовність запалювання робочої суміші у циліндрах 1-5-3-6-2-4. Ступінь стиску змінювався залежно від моделі; становив 4,5:1 для версії D.III, 4,64:1 для D.IIIa і 5,73:1 для D.IIIavü. Максимальна потужність силової установки також була різною залежно від версії і становила: 118 кВт (160 к. с.) при 1400 об./хв (D.III); 128 кВт (174 к. с.) при 1400 об./хв (D.IIIa); 147 кВт (200 к. с.) при 1400 об./хв (D.IIIaü) і 160 кВт (217 к. с.) при 1600 об./хв (D.IIIavü).
Як пальне використовувався авіаційний бензин, від 1918 року з добавкою бензолу. Питоме споживання пального було на рівні 0,26 кг на 1 к. с. протягом години, а споживання оливи — 0,014 кг на 1 к. с. протягом години. Тиск оливи становив 1,4 кГ/см².

## Застосування

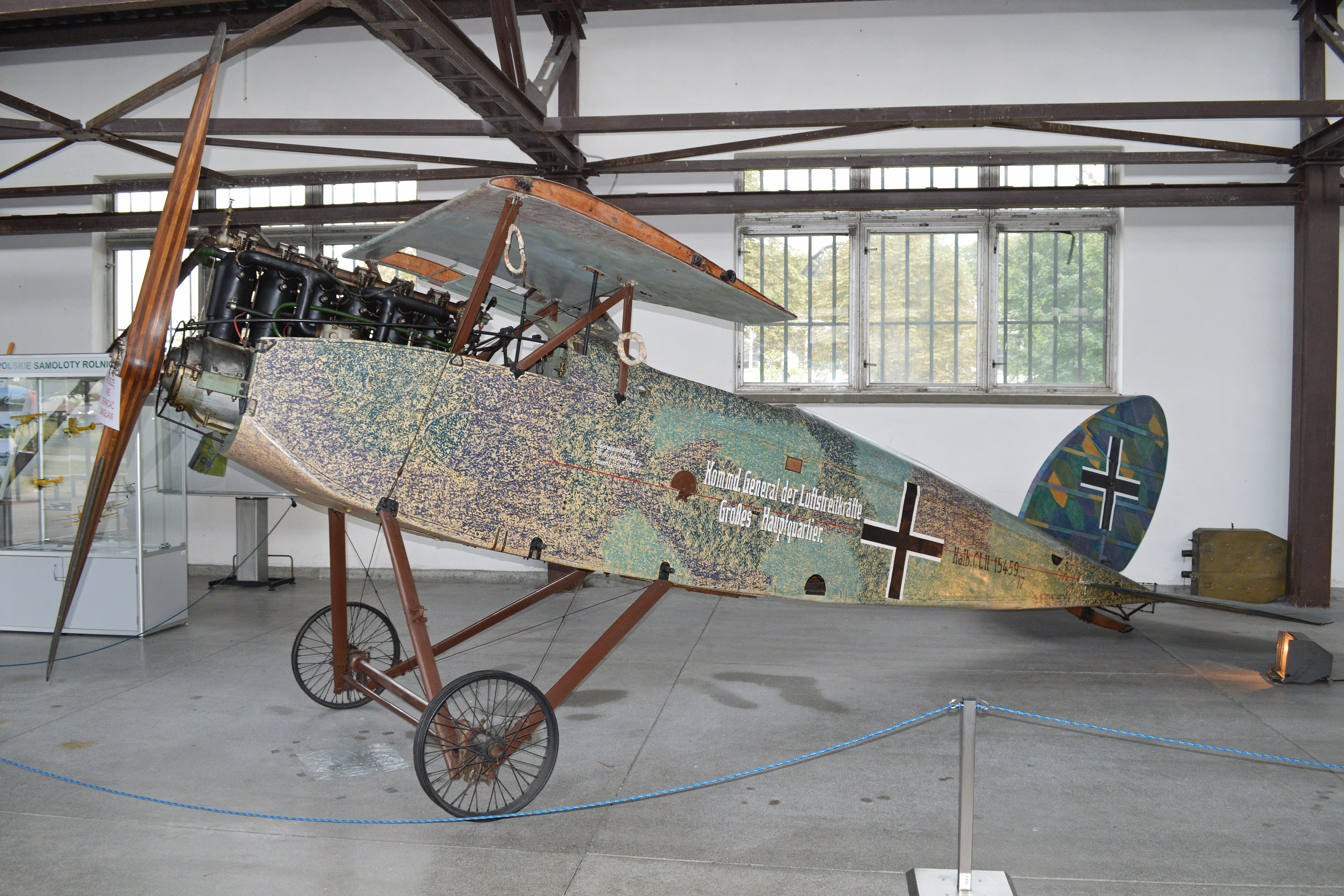
Halberstadt CL.II nr 15459/17 з двигуном Mercedes D.III в експозиції Музею польської авіації (Краків)

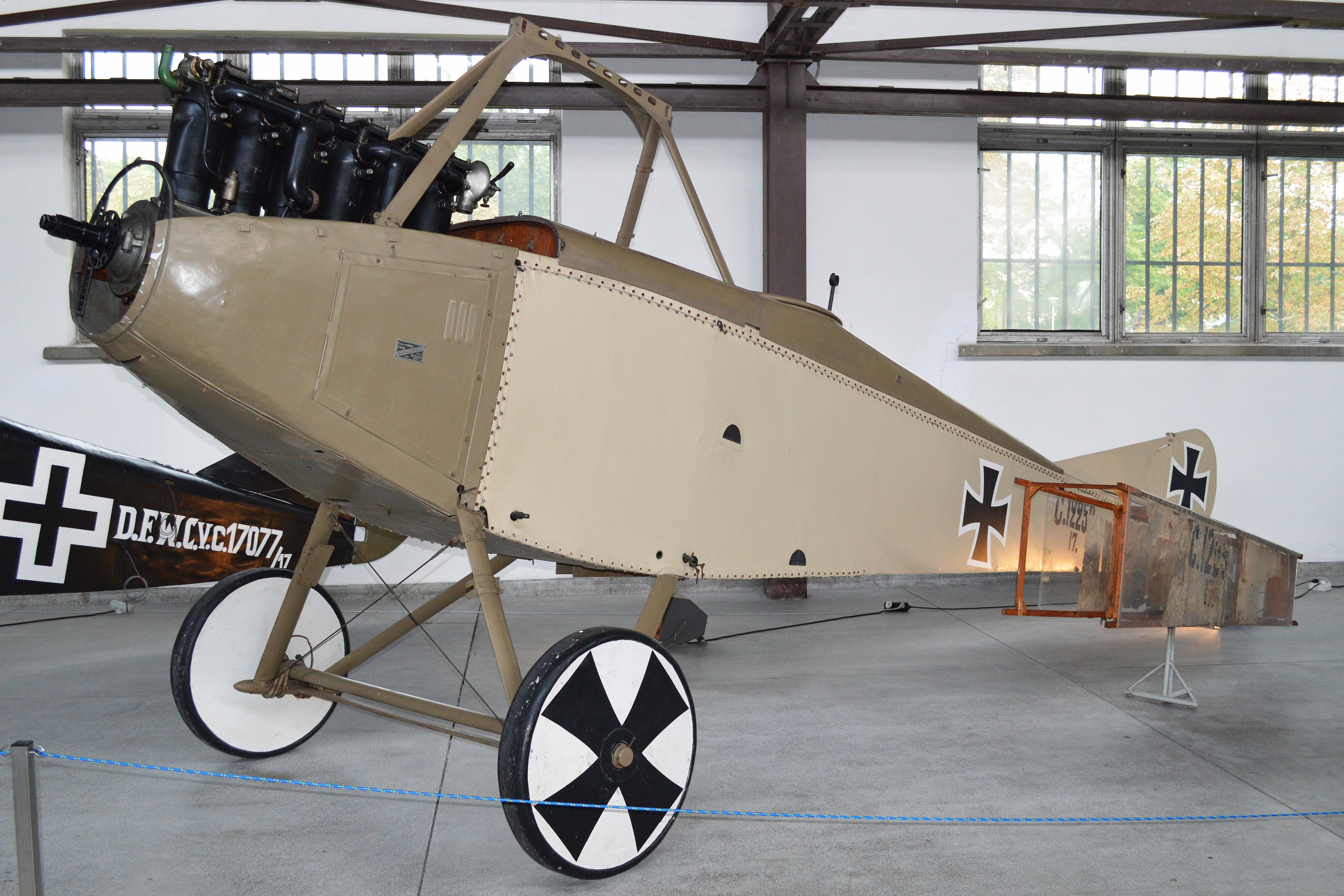
Aviatik C.III nr 12250/17 з двигуном Mercedes D.III в експозиції краківського музею

Будучи наймасовішим у виробництві німецьким двигуном під час Першої світової війни, він став однією з найчастіше використовуваних силових установок німецької військової авіації. Його встановлювали в таких аеропланах:
- літаки-винищувачі — AEG D.I[5], AEG Dr.I[5]Albatros D.I[5], Albatros D.II[5], Albatros D.III[5], Albatros D.IV[5], Albatros D.V[5], Albatros D.VI[6], Albatros D.IX[5], Albatros D.XII[5], Albatros D.XIII[6], Albatros Dr.I[5], Aviatik D.II[5], DFW D.I[5], DFW Dr.I[5], Fokker D.IV[5], Fokker D.VII[5], Friedrichshafen D.I[5], Junkers D.I[5], Junkers J 2[5], Kondor D.7[5], LFG Roland D.I[7], LFG Roland D.II[5], LFG Roland D.III[7], LFG Roland D.IV[5], LFG Roland D.V[5], LFG Roland D.VIa[5], LFG Roland D.XV[5], LVG D.II[5], Naglo D.II[5], NFW E.II[5], Pfalz D.III[5], Pfalz D.XII[5], Pfalz D.XV[5], Rumpler D.I[5], Schütte-Lanz D.III[5], Schütte-Lanz D.VI[5], Schütte-Lanz D.VII[5], Zeppelin-Lindau D.I[5];
- розвідувальні літаки — AEG B.III[8], AEG C.IV[5], AEG C.VII[5], AEG C.VIII[5], AGO C.I[5], AGO C.III[5], Albatros C.I[5], Albatros C.III[5], Albatros C.IV[5], Albatros C.IX[5], Albatros C.XIII[5], Aviatik C.I[5], Aviatik C.III[5], Aviatik C.VIII[5], Dornier C.I[5], Hansa-Brandenburg C.I[9], LFG Roland C.II[5], LFG Roland C.V[5], LVG C.II[5], LVG C.III[5], Otto C.II[5], Rumpler C.I[5], Rumpler C.IX[5], Schütte-Lanz C.I[5], Zeppelin-Lindau C.I[5];
- багатоцільові літаки класу CL — BFW CL.I[5], Halberstadt CL.II[5], Halberstadt CL.IV[5], Halberstadt CLS.I[5], Hannover CL.III[5], Junkers CL.I[5];
- гідроплани — Albatros W.4[5], Friedrichshafen FF.33C[10], Friedrichshafen FF.35[5], Friedrichshafen FF.43[5], Friedrichshafen FF.60[5], Friedrichshafen FF.64[5], Gotha UWD[5], Gotha WD.2[11], Gotha WD.3[11], Gotha WD.5[5], Gotha WD.9[5], Gotha WD.11[5], Gotha WD.12[5], Gotha WD.22[5], Gotha WD.27[5], Hansa-Brandenburg GW[5], Hansa-Brandenburg KDW[12], Hansa-Brandenburg LW[5], Hansa-Brandenburg NW[5], Hansa-Brandenburg W.12[5], Hansa-Brandenburg W.29[12], Hansa-Brandenburg W.32[5], LFG Roland W[7], LFG Roland WD[5], Lübeck-Travemünde F.1[5], Rumpler 6B[12], Sablatnig SF-1[5], Sablatnig SF-2[5];
- бомбардувальники — Albatros C.VIIIN[5], Gotha G.I[11], Halberstadt G.I[5], Rumpler G.I[5], Schütte-Lanz G.I[5], Zeppelin-Staaken VGO.III[5], Zeppelin-Staaken R.IV[5], Zeppelin-Staaken R.VII[5].